# Telfair megye
Telfair megye az Amerikai Egyesült Államokban, azon belül Georgia államban található. Megyeszékhelye és legnagyobb városa McRae. Lakosainak száma 12 477 fő (2020. április 1.). Telfair megye Wheeler, Coffee, Jeff Davis, Ben Hill, Wilcox és Dodge megyékkel határos.

## Népesség
A megye népességének változása:
| Lakosok száma | 16 492 | 16 308 | 16 362 | 16 591 | 16 400 | 12 477 |
|               | 2010   | 2011   | 2012   | 2013   | 2015   | 2020   |